# Sebastian Tuschla-Hoffmann

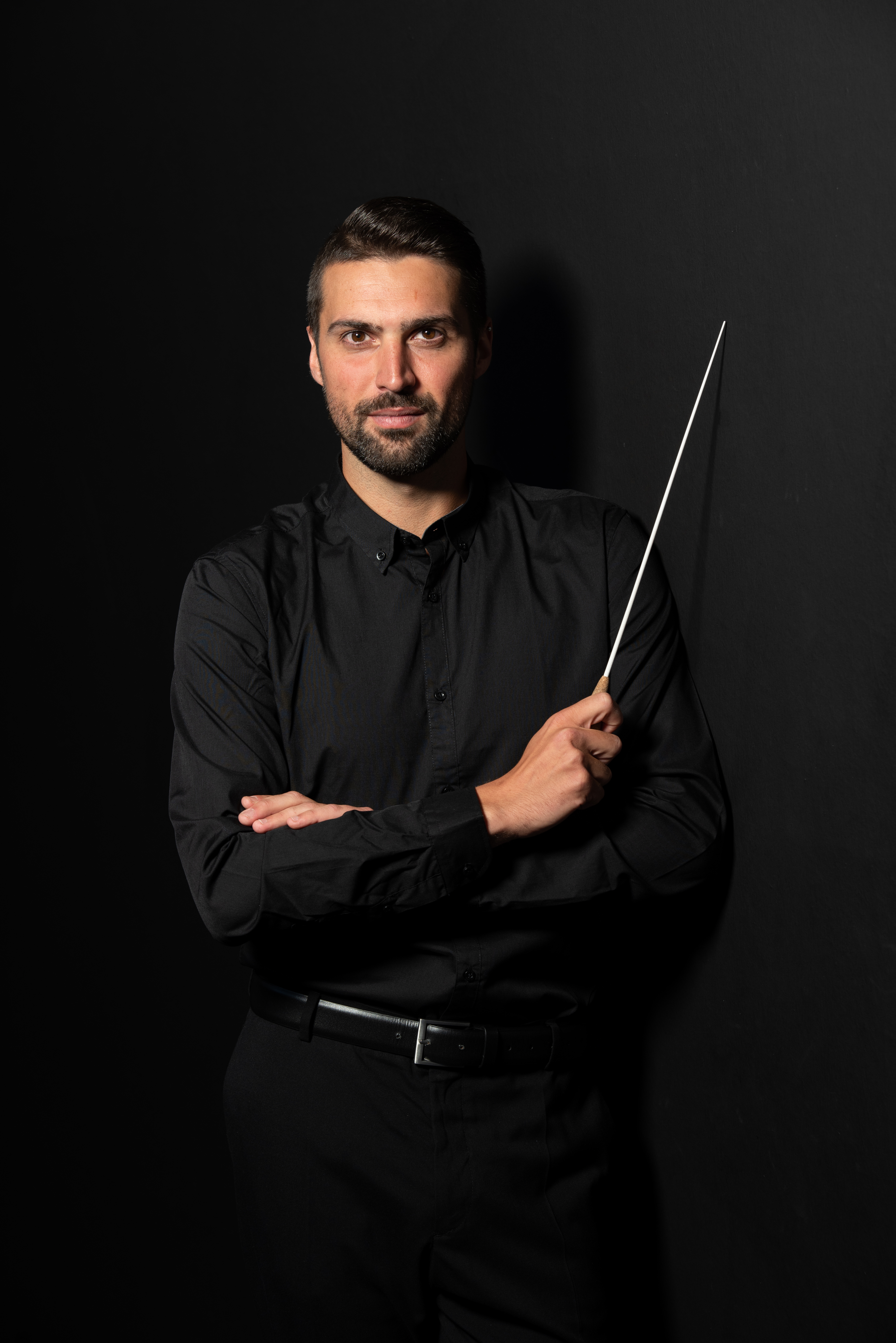
Sebastian Tuschla-Hoffmann, 2021

Sebastian Tuschla-Hoffmann (* 19. Juni 1992 in Baden-Baden) ist ein deutscher Komponist und Dirigent.

## Leben
Tuschla-Hoffmann wuchs als Enkel von Walter Tuschla in Baden-Baden auf, wo er bis heute lebt. Bereits in seiner Kindheit erlernte er das Spielen von Schlagzeug und Klavier.
Nach seiner allgemeinen Schulzeit wurde er im Fach Komposition von Herbert Ferstl unterrichtet, daraus entstanden Kompositionen und Arrangements für viele verschiedene Formationen. Ein Schwerpunkt seiner Arbeit liegt dabei auf dem Schaffen von Musik für Blasorchester.
Neben seiner Tätigkeit als Komponist und Arrangeur arbeitet Tuschla-Hoffmann als Dirigent.

## Kompositionen (Auswahl)
- Choral San Marco – Choral für Blasorchester und Orgel
- Weinreben Polka – Polka für Blasorchester
- Leichter Wein – Schnellpolka für Blasorchester
- Linden Polka – Polka für Blasorchester
- Glühwein Galopp – Weihnachtsmedley für Blasorchester
- St. Christophorus Choral – Choral für Blasorchester und Orgel, komponiert für die Autobahnkirche Baden-Baden[2]

## Tonträger mit Werken von Sebastian Tuschla-Hoffmann
- Musik der Heimat – Ewoton Musikverlag, CD, 2020[3]
- Zwei Choräle für Blasorchester und Orgel – Geiger Musikverlag, CD, 2022[4]